# Метафизические рассуждения
Метафизические рассуждения (лат. Metaphysicarum disputationum, in quibus et universa naturalis theologia ordinate traditur, et quaestiones ad omnes duodecim Aristotelis libros pertinentes, accurate disputantur) — философский труд, изданный в 1597 году в Саламанке Франсиско Суаресом.

## Содержание
Метафизические рассуждения делятся на пятьдесят четыре рассуждения, разбирающие все известные в то время метафизические вопросы.

## Влияние
Метафизические рассуждения были первой систематической и полной работой по метафизике, написанной на Западе, которая не была комментарием к аристотелевской Метафизике. В связи с этим рассуждения занимают уникальное место в истории философии. Это одна из важнейших работ Суареса, её влияние возникло немедленно и было длительным, подействовав на работы схоластов в Европе и Латинской Америке, и на позднейших философов, таких как Рене Декарт, Готфрид Вильгельм Лейбниц, Христиан Вольф, и Артур Шопенгауэр.

### Сноски
1. ↑  Gracia 1999. p. 884.